# Alejandro Zúñiga
Alejandro Sebastián Zúñiga Villaroel (ur. 12 maja 1988) – chilijski judoka. Olimpijczyk z Londynu 2012, gdzie zajął siedemnaste miejsce w wadze półlekkiej.
Uczestnik mistrzostw świata w 2007. Startował w Pucharze Świata w latach 2010-2014. 
Brązowy medalista igrzysk Ameryki Południowej w 2010. Piąty na mistrzostwach panamerykańskich w  2009 roku. Zdobył trzy medale mistrzostw Ameryki Południowej.

## Letnie Igrzyska Olimpijskie 2012
| Konkurencja | Eliminacje                    | Klas. końcowa |
| Konkurencja | Przeciwnik I                  | Miejsce       |
| ----------- | ----------------------------- | ------------- |
| 66 kg       | Lasza Szawdatuaszwili (GEO) P | 17.           |